# فیزیک امروز
فیزیک امروز (انگلیسی: Physics Today) مجلهٔ ویژهٔ اعضای مؤسسه فیزیک آمریکا است که نخستین شمارهٔ آن در ماه مهٔ ۱۹۴۸ به چاپ رسید و در یک نوبت ماهانه منتشر شد و در اختیار اعضای ده انجمن فیزیک، از جمله انجمن فیزیک آمریکا قرار گرفت. این مجله برای غیرعضوها نیز با پرداخت اشتراک سالانه در دسترس است.
این مجله خوانندگان را در مورد تحولات مهم در مقالات مروری نوشته شده توسط کارشناسان، مقالات مروری کوتاه‌تر نوشته شده در داخل توسط کارکنان، و همچنین بحث در مورد مسائل و رویدادهای مهم برای جامعه علمی در سیاست، آموزش، و سایر زمینه‌ها آگاه می‌کند. این مجله یک منبع تاریخی از رویدادهای مرتبط با فیزیک ارائه می‌دهد. به عنوان مثال، دربارهٔ فیزیک برنامه جنگ ستارگان در دهه ۱۹۸۰ و وضعیت فیزیک در چین و اتحاد جماهیر شوروی در طول دهه‌های ۱۹۵۰ و ۱۹۷۰ بحث کرد.
بر اساس گزارش‌های استنادی مجله، ضریب تأثیر این مجله در سال ۲۰۱۷ برابر با ۴٫۳۷۰ بوده‌است.